# Армяно-египетские отношения
Армяно-египетские отношения — двусторонние дипломатические отношения между Республикой Армения и Арабской Республикой Египет. Египет был одной из первых стран арабского мира, которая признала независимость Армении в 1991 году.

## История

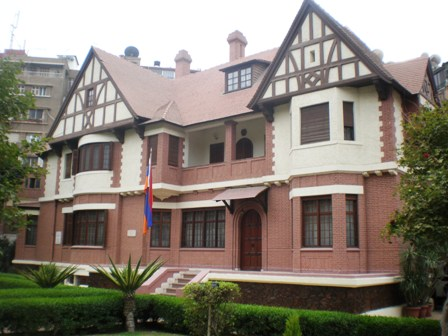
Посольство Армении в Каире.

После обретения Арменией независимости от СССР Египет был одной из первых стран, признавших независимость Армении, в 1992 году была подписана Конвенция об установлении двусторонних дипломатических отношений. Посольство Египта в Ереване было открыто в мае 1993 года, а посольство Армении в Каире было открыто в марте 1992 года.
Наиболее значимым моментом в политических отношениях между двумя странами является то, что  Египет желает решения конфликта в соответствии с международным правом. Нагорно-карабахского конфликта, а также то, что Египет принимает армян, спасающихся бегством от имевших место против них убийств во время Геноцида армян, и их интеграцию в египетское общество.
За последние 20 лет Армении и Египту удалось наладить прекрасное политическое, экономическое, культурное, образовательное и научное сотрудничество. Египет был одной из первых стран арабского мира, которая признала независимость Армении в 1991 году. Армения и Египет подписали более 40 двусторонних правовых документов, десятки официальных делегаций высокого уровня со стороны двух государств совершили взаимные визиты, происходило много важных культурных и общественных мероприятий, совместными усилиями были разработаны проекты экономического сотрудничества.

## Признание Геноцида армян
Согласно армянско-американской газете «Asbarez», в конце 2013 года на фоне растущей турецко-египетской напряжённости, которая последовала за отстранением от должности президента Египта Мухаммеда Мурси в начале июля того же года, было написано много египетских редакционных статей, осуждающих отрицание Геноцида армян правительством Турции. Эта тема обсуждалась на популярном египетском телевизионном ток-шоу «Аль-Сура Аль-Камила», организованном Лилиан Дауд.
Мустафа Бакри, независимый член египетского парламента, представил резолюцию, призывающую признать Геноцид армян. Документальный фильм на арабском языке «Кто убил армян?» был произведён в Египте и показан в библиотеке Гелиополиса.
В своей речи на Мюнхенской конференции по безопасности в 2019 году президент Египта Абдул-Фаттах Халил Ас-Сиси косвенно признал Геноцид армян, отметив, что сто лет назад Египет принимал армянских беженцев «после геноцида». Комментарии приветствовались армянской общиной Египта.

## Внешние ссылки
- Посольство Армении в Каире| Международные отношения Армении | Международные отношения Армении                                                                                                                                                                                                                     | Международные отношения Армении |
| ------------------------------- | --- | ------------------------------- |
| Азия                            | - Бутан[араб.] - Государство Палестина - Израиль - Индия - Индонезия - Ирак - Иран - Казахстан - Китай - Ливан - ОАЭ - Пакистан - Саудовская Аравия - Сингапур - Сирия - Таджикистан - Туркменистан - Узбекистан - Филиппины - Япония - Южная Корея |                                 |
| Америка                         | - Аргентина - Бразилия - Канада - Мексика - США - Уругвай - Чили |                                 |
| Африка                          | Египет |                                 |
| Европа                          | - Азербайджан - Беларусь - Болгария - Великобритания - Венгрия - Германия - Греция - Грузия - Дания - Испания - Италия - Кипр - Косово - Польша - Португалия - Россия - Румыния - Сербия - Украина - Турция - Франция - Хорватия - Швейцария        |                                 |
| Океания                         | - Австралия |                                 |
| Другое                          | - Армянская диаспора - Дипломатические представительства - Армении - в Армении - МИД Армении |                                 |
| Международные организации       | - ЕС - Совет Европы |                                 || Международные отношения Египта                             | Международные отношения Египта | Международные отношения Египта |
| ---------------------------------------------------------- | --- | ------------------------------ |
| Страны мира                                                | |                                |
| Азия                                                       | - Бутан[араб.] - Израиль - Индия - Индонезия - Иордания - Ирак - Иран - Йемен - Казахстан - Катар - Ливан - Пакистан - Палестина - Республика Кипр - Монголия - Саудовская Аравия - Северная Корея - Сирия - Турция - Узбекистан - Япония |                                |
| Америка                                                    | - Бразилия - Мексика - США |                                |
| Африка                                                     | - Алжир - Ливия - Сомали - Судан - Южный Судан |                                |
| Европа                                                     | - Азербайджан - Армения - Болгария - Великобритания - Германия - Греция - Дания - Испания - Италия - Россия - Украина - Франция - Хорватия                                                                                                |                                |
| Океания                                                    | Новая Зеландия |                                |
| Дипломатические представительства и консульские учреждения | - Египта - в Египте |                                |